# Verbenaceae
Verbenaceae J.St.-Hil., 1805 è una famiglia di piante spermatofite dicotiledoni appartenenti all'ordine delle Lamiales.

## Etimologia
Il nome della famiglia deriva dal suo genere tipo Verbena L., 1753, un vecchio nome latino della verbena comune europea: "herbena" = verdeggiante. I primi riferimenti a questo nome si hanno negli scritti di Gaio Plinio Secondo (Como, 23 – Stabiae, 25 agosto 79]), uno scrittore, ammiraglio e naturalista romano, e del poeta Publio Virgilio Marone (70 a.C. - 19 a.C.). Anticamente i frondosi ramoscelli di verbena venivano portati dai sacerdoti come corone per i rituali druidi.
Il nome scientifico della famiglia è stato definito dal botanico e naturalista francese Jean Henri Jaume Saint-Hilaire (1772 - 1845) nella pubblicazione "Exposition des Familles Naturelles. Paris. - 1: 245. 1805" del 1805.

## Descrizione
- Il portamento delle specie di questa famiglia è erbaceo (annuale o perenne), subarbustivo o arbustivo, ma anche formato da piccoli alberi. Alcune specie sono rampicanti tipo liane, altre sono legnose alla base o procombenti, altre ancora sono spinose, in altre ancora le radici sono stolonifere e in altre il portamento è xilopodiaceo. Queste piante in genere non sono aromatiche; mentre possono essere presenti composti iridoidi (glicosidi fenolici). Il fusto nella maggioranza delle specie ha una sezione quadrangolare a causa della presenza di fasci di collenchima posti nei quattro vertici, mentre le quattro facce sono concave; altrimenti la sezione è rotonda (fusti affusolati).[3][4][8][9][10]
- Le foglie lungo il caule hanno una disposizione opposta o subopposta (a 2 a 2); ogni verticillo fogliare è ruotato di 90° rispetto a quello sottostante. In altre specie sono trifogliate. Le foglie hanno la lamina con forme da lanceolate a ovate (oppure le lamine sono lineari) e con bordi dentati o lobati. Sono presenti anche foglie spinose, mentre le stipole sono assenti. In alcune specie le foglie sono ridotte simili a scaglie o assenti. La superficie normalmente è venata in modo pennato.
- Le infiorescenze normalmente terminali o ascellari, sono formate da spighe cilindriche con portamento eretto, oppure sono delle pannocchie di spighe. Sono presenti delle brattee molto ridotte. I fiori in genere sono sessili o brevemente pedicellati.
- I fiori, ermafroditi, sono tetraciclici (ossia formati da 4 verticilli: calice– corolla – androceo – gineceo) e pentameri (i verticilli del perianzio hanno più o meno 5 elementi ognuno). Alcune specie sono dioiche.

- Formula fiorale. Per la famiglia di queste piante viene indicata la seguente formula fiorale:

X, K (5), [C (2+3), A 2+2 o 2] G (2), (supero), drupa/2 nucule
- Il calice gamosepalo ha delle forme tubolari-campanulate e termina con 2 - 4 - 5 lobi più o meno uguali (calice attinomorfo). In genere è persistente e in alcune specie a maturità è accrescente e rinchiude quasi completamente il frutto. In alcune specie la parte interna dei lobi è densamente tomentosa. In altre l'indumento è formato da peli uncinati.

- La corolla gamopetala, debolmente zigomorfa o anche attinomorfa, è tubolare con strutture da imbutiforme o ipocrateriforme (talvolta può essere urceolato) e termina con 4 - 5 lobi (uguali o subuguali o bilabiati) talvolta patenti. Il tubo può essere diritto o leggermente curvo. Tutta la corolla può essere pubescente come pure all'interno della gola sono presenti dei peli ghiandolari (caratteristica comune anche alle "labiate" che ha lo scopo di impedire l'accesso ad insetti più piccoli e non adatti all'impollinazione). Il colore è bianco, giallo, rosa, blu, violetto, malva o porpora.

- L'androceo è composto da quattro stami (raramente 2) subdidinami fertili, inclusi (quelli posteriori sono talvolta debolmente sporgenti) e adnati nel mezzo o alla base della corolla (sono epipetali). Può essere presente uno staminoide o un quinto stame fertile. Le antere sono dorsofisse o basifisse; il tessuto connettivo dorsale è dilatato (con o senza appendici ghiandolari). Le teche sono introrse e parallele (o debolmente divergenti). La deiscenza è longitudinale. Un disco nettarifero è presente attorno all'ovario. La struttura del polline varia notevolmente da genere a genere. Nell'ambito della famiglia sono stati identificati 10 tipologie di polline.

| Generi | Forma del polline                                        | Tipo aperture                                                   | Morfologia aperture | Densità delle perforazioni         | Esina                                                   |
| --- | -------------------------------------------------------- | --------------------------------------------------------------- | --- | ---------------------------------- | ------------------------------------------------------- |
| Acantholippia, Aloysia, Casselia, Citharexylum, Coelocarpum, Diostea, Dipirena, Duranta, Hierobotana, Junellia, Lampaya, Lantana, Lippia, Nashia, Neosparton, Parodianthus, Pitraea, Rhaphithamnus, Tamonea, Urbania e Verbena | da suboblata a prolata con profilo equatoriale esagonale | 3 (o raramente) 4-colpoporate                                   | varie | varia                              | tectata, perforata                                      |
| Phyla | da subprolata a prolata                                  | 3-colpoporate (o brevicolpate)                                  | simili a fessure con apici appuntiti                                                                                      | bassa                              | tectata, perforata                                      |
| Bouchea | da subprolata a prolata                                  | 3-colpoporate                                                   | pori di forme e dimensioni varie contornati da spessi anelli                                                              | alta                               | tectata, perforata                                      |
| Chascanum | da prolato-sferoidale a subprolato                       | 3-colpoporati (normalmente brevicolpati)                        | strette con ramificazioni apicali e laterali                                                                              | alta                               | tectata, perforata                                      |
| Stachytarpheta | da prolata a oblata                                      | 3-colpati                                                       | profilo diritto alternato ad ampia aperture                                                                               | da bassa a alta                    | tectata                                                 |
| Priva | da suboblato a subprolato                                | 3-4-colpoporati                                                 | colpi larghi con estremità affusolate e margini irregolari                                                                | circoscritta alla zona equatoriale | tectata, perforata                                      |
| Petrea | da oblato a suboblato                                    | 3-colpate (brevicolpate)                                        | colpi larghi con estremità appuntite e margini spessi                                                                     | alta                               | tectata, perforata; tectum grossolano                   |
| Recordia | da suboblato a oblato-sferoidale                         | 3-colpoporate                                                   | contorno equatoriale leggermente concavo                                                                                  | alta                               | tectata, perforata; tectum spesso (perforazioni minute) |
| Baillonia | suboblato                                                | 3(-4)-porati                                                    | pori da più o meno circolari a ovali contornati da spessi anelli (dai margini dei pori si irradiano delle minute fessure) |                                    | tectata, perforata                                      |
| Rehdera | da suboblato a oblato-sferoidale                         | 3-colpoporati (brevicolpati; occasionalmente brevissimicolpati) | | alta                               | tectata, perforata; perforazioni minute                 |

- Il gineceo è formato da un ovario supero bicarpellare. In alcune specie l'ovario è monocarpellare (il carpello anteriore - abassiale - è abortito); oppure tetracarpellare. L'ovario è glabro o peloso all'apice. I carpelli sono biloculari per la presenza di un falso setto mediano con 2 ovuli (in tutto 4 ovuli; ma in alcuni casi anche 8). Gli ovuli, a placentazione assile, sono subanatropi, fissati nella parte superiore del loculo (il falso setto) in modo pendente (ovuli penduli); inoltre hanno un tegumento e sono tenuinucellati (con la nocella, stadio primordiale dell'ovulo, ridotta a poche cellule). Lo stilo, deciduo o persistente, è lungo meno di tre volte l'ovario con uno stigma bilobo (il lobo anteriore è stigmatifero). Altre volte lo stilo è ingrossato, corto e termina in un obliquo e papilloso stigma bilobato oppure subcapitato..

- I frutti sono schizocarpi secchi (o subcarnosi) che a maturità si separano in quattro mericarpi (con un seme ciascuno). Altrimenti è simile ad una drupa con ispessimenti legnosi e cornificazioni esocarpiche oppure può essere carnoso con 2 o 4 pireni (o di meno per aborto) biloculari con 2 semi. L'endosperma è assente.

## Riproduzione
- Impollinazione: l'impollinazione avviene tramite insetti (impollinazione entomogama)[16] ma ai tropici anche tramite uccelli quali colibrì (impollinazione ornitogama).[10]
- Riproduzione: la fecondazione avviene fondamentalmente tramite l'impollinazione dei fiori (vedi sopra).
- Dispersione: i semi cadendo (dopo aver eventualmente percorso alcuni metri a causa del vento - dispersione anemocora) a terra sono dispersi soprattutto da insetti tipo formiche (disseminazione mirmecoria). Sono possibili anche dispersioni tramite animali (disseminazione zoocora).[3]

## Distribuzione e habitat
La distribuzione delle specie di questa famiglia è prevalentemente americana (centro-meridionale) con habitat per lo più tropicali. Fanno eccezione i generi Verbena e Chascanum che sono cosmopoliti. Inoltre alcuni generi della tribù Lantaneae e Priveae sono distribuiti in Africa e Asia.

## Tassonomia
La famiglia comprendente 34 generi con oltre 1200 specie (secondo altri Autori 36 generi e 1035 specie), è suddivisa in 8 tribù. L'appartenenza della famiglia all'ordine delle Lamiales è consolidata a parte alcune differenze morfologiche quali l'infiorescenza non verticillata (comune nelle altre famiglie dell'ordine) e la posizione dello stilo (terminale e non ginobasico).
I numeri cromosomici di base per i generi sono: x = 5, 6, 7, 8, 9, 10, 11, 12, 17, 18, 19, 20 e più alti.
Tradizionalmente, secondo la classificazione classica (p. es. Sistema Cronquist), le Verbenacee comprendono una novantina di generi. La classificazione APG, basata su criteri filogenetici, mantiene in questa famiglia solo una trentina di generi. La maggior parte degli altri (p. es. Tectona) vengono spostati nelle Lamiacee, mentre singoli generi vengono trasferiti ad altre famiglie (p. es. Avicennia nelle Acantacee).

### Filogenesi

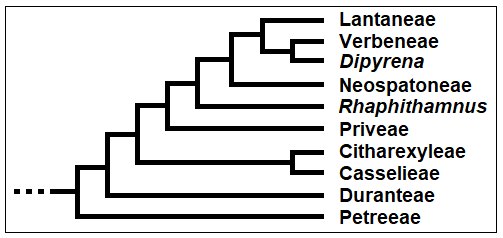
Cladogramma della famiglia

In base agli ultimi studi filogenetici la famiglia risulta suddivisa in 8 cladi (tribù) qui sotto descritti.

#### Clade (tribù) Casselieae
Il gruppo delle "Casselieae" è monofiletico, anche se il supporto con le attuali analisi è modesto. Nell'ambito della famiglia la tribù Casseliae, da un punto di vista filogenetico, occupa una posizione centrale insieme alla tribù Citharexyleae (formano "gruppo fratello"). Questi due gruppi sono superati "basalmente", ossia si sono evoluti più tardi, delle tribù Duranteae e Petreeae (quest'ultimo gruppo è il più basale e quindi risulta "gruppo fratello" a tutto il resto della famiglia). Le Citharexyleae differiscono dalle Casselieae per la presenza di un quinto staminoide e per il portamento prevalentemente arboreo. Caratteri sinapomorfi per questa tribù sono:
- l'assenza dello staminoide adassiale;
- l'infiorescenze composte con molte fioriture solamente ascellari ("pleiobotrya omotetica").

#### Clade (tribù) Citharexyleae
Il gruppo delle "Citharexyleae" è monofiletico e occupa una posizione centrale insieme alla tribù Casselieae (formano "gruppo fratello"). Insieme formano un clade ben sostenuto composto di piante caratterizzate da un ovario bicarpellare che generalmente si sviluppa in una drupa con quattro pireni o generalmente due mericarpi a due semi, da infiorescenze con brattee minute e spesso decidue e fiori brevemente pedicellati.

#### Clade (tribù) Duranteae
Studi molecolari di tipo filogenetico dimostrano che la tribù "Duranteae" è un raggruppamento monofieletico formato da due cladi principali. I due cladi differiscono dal portamento arbustivo (quasi arboreo) per uno e erbaceo per l'altro. La tribù occupa una posizione abbastanza "basale" insieme alla tribù Petreeae. Secondo alcuni studi la tribù Duranteae è il secondo gruppo (dopo la tribù Petreeae) che si è evoluto indipendentemente dalla famiglia con una età valutata di circa 42 milioni di anni. Duranteae è "gruppo fratello" al resto della famiglia Verbenaceae.

#### Clade (tribù) Lantaneae
La tribù "Lantanaea" è monofiletica e insieme alla tribù Verbeneae formano il "gruppo fratello" "core" della famiglia Verbenaceae. Tuttavia buona parte dei generi della tribù così come sono circoscritti attualmente non si presentano monofiletici. Dai risultati degli ultimi studi l'origine del nucleo (core) Lantaneae potrebbe essere posizionato nel Miocene (23 - 5 milioni di anni fa); in particolare nel Sud America. Successivi lignaggi sono migrati indipendentemente verso il nord (Nord America) e due volte nel Vecchio Mondo (Africa).

#### Clade (tribù) Neospartoneae
La struttura interna di questa tribù non è ancora ben definita e il genere Lampaya potrebbe essere parafiletico. Le sinapomorfie per questo gruppo sono:
- i fiori sessili;
- le ovaie unicarpellate.

All'interno della famiglia, da un punto di vista filogenetico, la tribù Neospartoneae risulta "gruppo fratello" del "core" (nucleo) della famiglia formato dalle tribù Lantaneae e Verbeneae.

#### Clade (tribù) Petreeae
Nella struttura filogenetica della famiglia la tribù "Petreeae" occupa il posto più "basale", quindi è "gruppo fratello" al resto della famiglia, ossia è il primo gruppo ad essersi evoluto nel'ambito delle Verbenaceae. Si valuta che questo evento sia avvenuto circa 42 milioni di anni fa. Dalle analisi delle regioni del DNA dei cloroplasti risulta inoltre che la specie Xolocotzia è nidificata all'interno del genere Petrea. Quest'ultimo quindi potrebbe essere parafiletico.

#### Clade (tribù) Priveae
La tribù "Priveae", da un punto di vista filogenetico, occupa una posizione centrale nell'ambito della famiglia. È "gruppo fratello" del nucleo delle Verbenaceae formato dalle tribù Neospartoneae, Lantaneae e Verbeneae. Inoltre Priveae insieme alle tribù Casselieae e Citharexyleae formano un clade ben sostenuto. Dalle analisi filogenetiche il genere Pitraea risulta nidificato all'interno del genere Priva; quest'ultimo genere quindi potrebbe non essere monofiletico. Questo suggerisce che Pitraea in tempi passati potrebbe essere stato generato all'interno di Priva. L'abitudine suffrutescente è un tratto sinapomorfico per la tribù Priveae. In seguito, in Pitraea, un successivo passaggio evolutivo ha portato questa specie ad una abitudine erbacea.

#### Clade (tribù) Verbeneae
Questo clade insieme alla tribù Lantaneae rappresenta il "core" della famiglia. I generi principali Verbena e Glandularia risultano parafiletici mentre gli altri sono monofiletici. Le sinapomorfie per questa tribù sono:
- abitudine suffrutescente;
- fiori sessili;
- frutti a 4 mericarpi.

Mentre la circoscrizione della tribù è basata soprattutto sulla separazione longitudinale del frutto lungo il piano trasversale delle ovaie (in questo modo il frutto viene separato in 4 unità).

#### Incertae sedis
Due generi (Dipyrena e Rhaphithamnus) attualmente non trovano collocazione in nessuna dell 8 tribù della famiglia. Da un punto di vista filogenetico Dipyrena è vicino al gruppo Lantaneae-Verbeneae, mentre Rhaphithamnus è posizionato tra le tribù Neospartoneae e Priveae.
All'interno dell'ordine delle Lamiales la famiglia Verbenaceae occupa una posizione vicina al "core" dell'ordine, ossia, da un punto di vista filogenetico la famiglia si è evoluta più recentemente rispetto ad altre famiglie. Forma un "gruppo fratello" con le famiglie Thomandersiaceae, Lentibulariaceae e Schlegeliaceae. A loro volta queste famiglie sono "gruppo fratello" con il"core" vero e proprio delle Lamiales formato dalle famiglie Lamiaceae, Orobanchaceae e altre famiglie minori. Per questa famiglia è stata calcolata come età di formazione attorno a circa 42 milioni di anni fa (55 - 23 milioni di anni fa)..

### Elenco dei generi della famiglia
La famiglia attualmente è suddivisa in 8 tribù, 35 generi e circa 900 - 1000 specie.

#### Tribù Casselieae
La tribù Casselieae Tronc., 1974 comprende 3 generi e circa 20 specie:
- Casselia Ness & Mart., 1823 (11 specie)
- Parodianthus Tronc., 1941 (2 specie)
- Tamonea Aubl., 1775 (6 - 7 specie)

Note: il genere Ghinia Schreber, 1798, in alcuni casi descritto all'interno di questo gruppo, attualmente è considerato sinonimo di Tamonea.

#### Tribù Citharexyleae
La tribù Citharexyleae Briq., 1895 comprende 3 generi e circa 134 specie:
- Baillonia Bocq., 1861 (Una specie: Baillonia amabilis Bocq.)
- Citharexylum L., 1753 (Circa 130 specie)
- Rehdera Moldenke, 1935 (3 specie)

Note: qui sono elencati alcuni generi che tradizionalmente erano descritti all'interno di questa tribù, ora sono stati trasferiti in altri gruppi.
- Duranta L. - Trasferito nella tribù Duranteae.
- Recordia Moldenke - Trasferito nella tribù Duranteae.
- Rhaphithamnus Miers - Per il momento è considerato "incertae sedis".
- Verbenoxylum Tronc. - Trasferito nella tribù Duranteae.

#### Tribù Duranteae
La tribù Duranteae Benth., 1839 comprende 6 generi e circa 150 - 190 specie:
- Bouchea Cham., 1832 (Circa 9 specie)
- Chascanum E. May., 1838 (Circa 27 specie)
- Duranta L., 1753 (Circa 20 specie)
- Recordia Moldenke, 1934 (Una specie: Recordia boliviana Moldenke)
- Stachytarpheta Vahl, 1804 (90 - 130 specie)
- Verbenoxylum Tronc., 1971 (Una specie: Verbenoxylum reitzii (Moldenke) Tronc.)

Note: Svensonia Moldenke, 1936 è considerato sinonimo di Chascanum e Ubochea Baill., 1892 è considerato sinonimo di Stachytarpheta. Verbenoxylum è considerato sinonimo di Recordia.

#### Tribù Lantaneae
La tribù Lantaneae Endl., 1838 comprende 8 generi e circa 300 specie:
- Acantholippia Griseb., 1874 (Circa 5 - 6 specie)
- Aloysia Palu, 1784 (Circa 30 specie)
- Coelocarpum Balf. f., 1884[31] (5 specie)
- Lantana L., 1753 (Circa 100 - 150 specie)
- Lippia L., 1753 (Circa 125 - 200 specie)
- Nashia Millsp., 1906 (6 - 7 specie)
- Phyla Lour., 1790 (5 - 15 specie)
- Xeroaloysia Tronc., 1960 (Una specie: Xeroaloysia ovatifolia (Moldenke) Troncon.)

Note:
- (1) Per alcuni Autori le specie del genere Acantholippia potrebbero essere descritte all'interno del genere Aloysia; inoltre per la specie Acantholippia seriphioides è ancora in discussione la appartenenza al genere Acantholippia.[2]
- (2) Il genere Burroughsia Moldenke, tradizionalmente descritto all'interno di questo gruppo, attualmente è considerato sinonimo di Lippia.[1][2]
- (3) I generi Stachytarpheta Vahl., Bouchea Cham. e Chascanum E. Mey., tradizionalmente descritti all'interno di questo gruppo[3], attualmente sono stati trasferiti nella tribù Duranteae.[2]
- (4) I generi Neosparton Griseb., Diostea Miers e Lampaya Phil. ex Murillo, tradizionalmente descritti all'interno di questo gruppo[3], attualmente sono stati trasferiti nella tribù Neospartoneae.[2]
- (5) il genere Coelocarpum tradizionalmente incertae sedis per la presenza di 2 carpelli (il resto della tribù è monocarpellare)[3], attualmente è stato descritto all'interno della tribù di questa voce[24], ma con alcune riserve.[32]

#### Tribù Neospartoneae
La tribù Neospartoneae Richard Glenn Olmstead & Nataly O'Leary, 2010 comprende 3 generi e 7 specie:
- Diostea Miers., 1869 (Una specie: Diostea juncea (Gilles ex Hook.) Miers)
- Lampaya Phill. ex Murillo, 1891 (2 specie)
- Neosparton Griseb., 1874 (4 specie)

Note: i generi di questa tribù normalmente venivano descritti all'interno della tribù Lantaneae Endl..

#### Tribù Petreeae
La tribù Petreeae Briq., 1895 comprende 2 generi e 12 specie:
- Petrea L., 1753 (11 specie)
- Xolocotzia Miranda, 1965 (Una specie: Xolocotzia asperifolia Miranda)

#### Tribù Priveae
La tribù Priveae Briq., 1895 comprende 2 generi e 21 specie:
- Pitraea Turcz., 1862 (Una specie: Pitraea cuneato-ovata (Cav.) Caro)
- Priva Adans., 1763 (20 specie)

Note: il genere Castelia Cav., 1801, a volte incluso in questa tribù, risulta sinonimo di Priva.

#### Tribù Verbeneae
La tribù Verbeneae Dumort., 1829 comprende 6 generi e circa 178 specie:
- Glandularia J.F. Gmel., 1796 (84 specie)
- Hierobotana Briq., 1897 (Una specie: Hierobotana iflata (Kunth) Briq.)
- Junellia Moldenke, 1940 (37 specie)
- Mulguraea N.O' Leary & P. Peralta, 2009 (11 specie)
- Urbania Phil., 1891 (Una specie: Urbania pappigera Phil.)
- Verbena L., 1753 (44 specie)

Note: il genere Stylodon Raf., 1825 è considerato sinonimo di Verbena.

#### Incertae Sedis
- Dipyrena Hook., 1829 (Una specie: Dipyrena glaberrima (Gillies ex Hook.) Hook. - Distribuzione: Argentina.
- Rhaphithamnus Miers, 1869 - Distribuzione: Cile e Argentina.

### Specie presenti sul territorio italiano
Nella flora spontanea italiana sono presenti due specie di questa famiglia:
- Verbena officinalis L. - Distribuzione: tutto il territorio.
- Verbena supina L. - Distribuzione: Italia meridionale.

Altre due specie sono presenti ma sono considerate "esotiche naturalizzate":
- Verbena bonariensis L.
- Verbena brasiliensis Vell.

### Chiave per i generi della famiglia
- Gruppo 1A: le foglie hanno una superficie ispida; il calice è simile alla corolla, spesso la colorazione dei sepali è in sintonia con la colorazione dei petali; i lobi del calice sono 5 ed hanno una venatura reticolata e si estendono oltre i lobi della corolla;

- Petrea: il portamento di queste specie è lianoso arbustivo o piccolo-arboreo; alla base del calice è presente un secondo calice a forma di coroncina; le teche delle antere sono introrse ed hanno un tessuto connettivo dilatato.
- Xolocotzia: il portamento di queste specie è arbustivo o piccolo-arboreo; il calice è semplice; le teche delle antere sono parallele e non hanno un tessuto connettivo dilatato.

- Gruppo 1B: le foglie in generale hanno delle superfici lisce; il calice non è colorato e i lobi sono più corti della corolla;
  - Gruppo 2A: l'ovario è monocarpellare con 2 ovuli; 
    - Gruppo 3A: i frutti sono degli schizocarpi secchi o carnosi con due mericarpi a un seme;
      - Gruppo 4A: gli stami fertili sono 4;
        - Gruppo 5A: i frutti sono degli schizocarpi carnosi con pericarpo e mesocarpo spesso e con linee di fessura visibili tra i due mericarpi; 
          - Gruppo 6A: le infiorescenze, lungamente peduncolate, sono dei racemi ascellari di 2 - 6 fiori; le teche degli stami posteriori sono divergenti e con delle creste dorsali formate da spesso tessuto connettivo ghiadoloso;

- Casselia.

- -     -       -         -           - Gruppo 6B: le infiorescenze, sessili o brevemente peduncolate, ascellari o terminali, sono delle spighe o di tipo fascicolato; le teche degli stami posteriori sono parallele e prive di tessuto connettivo; 
            - Gruppo 7A: la forma della corolla, a 4 lobi, è campanulata; la distribuzione di queste specie è relative a Cuba e Bahamas;

- Nashia.

- -     -       -         -           -             - Gruppo 7B: la forma della corolla, a 5 lobi, è ipocrateriforme; la distribuzione di queste specie è relative a Brasile, Paraguay, Bolivia, Argentina e Cile;
              - Gruppo 8A: il calice alla fruttificazione s'ingrandisce ricopre completamente il frutto;

- Diostea: gli stami sono adnati a metà del tubo della corolla e sono filamentosi; lo stigma è subgloboso; il portamento è formato da alti arbusti simili alla Genista.
- Lampaya: gli stami sono adnati nella parte superiore del tubo della corolla (appena sotto la gola) e sono quasi sessili; lo stigma è bilobato con il lobo anteriore ingrossato e papilloso e quello posteriore ridotto; il portamento è formato da bassi arbusti densi e spessi.

- -     -       -         -           -             -               - Gruppo 8B: il calice alla fruttificazione non aumenta e forma una piccola coppa attorno al frutto;

- Baillonia.

- -     -       -         - Gruppo 5B: i frutti sono degli schizocarpi secchi pericarpi e mesocarpi sottili, pronti a maturità a dividersi in due mericarpi;
          - Gruppo 9A: il portamento è formato da erbe perenni striscianti, radicanti ai nodi; la superficie del calice è ricoperta da peli uncinati; in alcune specie gli steli e le foglie sono ricoperti da peli mediofissi;

- Phyla.

- -     -       -         -           - Gruppo 9B: il portamento è formato da erbe, arbusti o subarbusti; l'indumento è formato da peli semplici;
            - Gruppo 10A: per queste specie l'habitat è semidesertico con portamento formato da arbusti xerofitici con piccole foglie carnose;

- Acantholippia.

- -     -       -         -           -             - Gruppo 10B: il portamento è relativo a erbe, arbusti o subarbusti non xerofitici; le foglie sono normali;
              - Gruppo 11A: il calice termina con 2 - 4 lobi oppure è dentato; la corolla ha 4 lobi; lo stilo è corto (non più di tre volte l'ovario); lo stigma è obliquo o in posizione laterale; i frutti hanno delle forme ovoidi o subrotonde e sono smussati all'apice;

- Aloysia: il calice termina con 4 denti a forma acuta o subulata; la corolla è più o meno attinomorfa con lobi più o meno uguali; le infiorescenze sono dei racemi a spiga, eretti o pendenti con fiori brevemente pedicellati.
- Lippia: il calice termina con 2 o 4 lobi appena visibili; la corolla è fortemente zigomorfa più o meno bilabiata; le infiorescenze sono formate da teste compatte o spighe con fiori sessili.

- -     -       -         -           -             -               - Gruppo 11B: il calice termina con 5 lobi oppure è dentato; la corolla ha 5 lobi; lo stilo è lungo (più di tre volte l'ovario); lo stigma è subbilobato con un lobo molto ridotto; i frutti hanno delle forme lineari-oblunghe o subrotonde e con apice a becco;

- Chascanum: il portamento è formato da arbusti o subarbusti; il calice alla fruttificazione è piuttosto gonfio e rinchiude completamente il frutto; la superficie del mericarpo è reticolata; la distribuzione di queste specie è relativa al Vecchio Mondo.
- Bouchea: il portamento è formato da erbe perenni; il calice alla fruttificazione non è gonfio ed è più corto del frutto; la superficie del mericarpo è liscia; la distribuzione di queste specie è relativa al Nuovo Mondo.

- -     -       - Gruppo 4B: gli stami fertili sono 2 con 2 staminoidi;

- Stachytarpheta.

- -     - Gruppo 3B: i frutti sono delle drupe con un pirene biloculare a due semi;
      - Gruppo 12A: il portamento è formato da arbusti glabri con steli a sezione cilindrica; le foglie sono ridotte o assenti; la corolla termina con 5 lobi più o meno regolari;

- Neosparton.

- -     -       - Gruppo 12B: il portamento è formato da arbusti e erbe non glabri con steli a sezione quadrangolare; le foglie sono normali e presenti; la corolla termina con 4 lobi;

- Xeroaloysia: la corolla termina con 4 lobi più o meno regolari, con il lobo anteriore smarginato; lo stigma è capitato; le infiorescenze sono dei lassi racemi a spiga; i fiori sono minutamente pedicellati.
- Lantana: la corolla termina con 4 (o 5) lobi con forme bilabiate; i lobi sono ottusi o smarginati; lo stigma è obliquo o laterale; le infiorescenze sono delle teste peduncolate formate da dense spighe o dei raggruppamenti sessili; i fiori sono sessili.

- - Gruppo 2B: l'ovario è bi-tetracarpellare con 4 o 8 ovuli;
    - Gruppo 13A: i frutti sono degli schizocarpi secchi che a maturità si dividono in 4 mericarpi con un seme ciascuno;
      - Gruppo 14A: il calice si gonfia leggermente alla fruttificazione; gli stami fertili sono 2;

- Hierobotana.

- -     -       - Gruppo 14B: il calice non si gonfia alla fruttificazione; gli stami fertili sono 4; 
        - Gruppo 15A: il portamento di queste specie è arbustivo, alcune formano dei cuscini alti pochi centimetri; le radici talvolta sono legnose, spesse e profonde; le foglie sono ridotte; talvolta sono presenti delle spine;

- Urbania: il calice è ricoperto da lunghi igroscopici peli che ricoprono completamente la corolla; la forma dei frutti è globosa con superficie dell'esocarpo liscia.
- Junellia: il calice non ha peli igroscopici; la forma dei frutti è oblunga con esocarpo reticolato.

- -     -       -         - Gruppo 15B: il portamento di queste specie è erbaceo annuale o perenne o subarbustivo, non formano dei cuscini e le radici non sono legnose, spesse e profonde e non sono presenti delle spine;

- Verbena: le infiorescenze, spesso ramificate, sono formate da semplici spighe; lo stilo è corto e non è lungo più di tre volte l'ovario.
- Glandularia: le infiorescenze, non ramificate, sono formate da teste contratte; lo stilo è lungo più di tre volte l'ovario.

- -     - Gruppo 13B: i frutti sono degli schizocarpi secchi o carnosi che a maturità si dividono in 2 loculi con 2 semi per mericarpo oppure sono delle drupe carnose con un pirene a 4 semi oppure sono delle drupe carnose con 2 o 4 pireni (i pireni sono biloculari con 2 semi);
      - Gruppo 16A: i frutti sono degli schizocarpi secchi o carnosi che a maturità si separano in 2 loculi con 2 semi per mericarpo;
        - Gruppo 17A: queste specie sono delle erbe perenni;

- Pitraea: queste piante hanno delle profonde radici tuberose; lo stilo è curvo all'apice; lo stigma è laterale e papilloso.
- Priva: queste piante non hanno radici tuberose; lo stilo è bilobo con un lobo più lungo e stigmatifero e l'altro è ridotto.

- -     -       -         - Gruppo 17B: queste specie sono degli alberi o arbusti;
          - Gruppo 18A: alla fruttificazione il calice è accrescente e ricopre completamente il frutto;

- Parodianthus.

- -     -       -         -           - Gruppo 18B: il calice non è accrescente;
            - Gruppo 19A: alla fruttificazione il calice è deciduo;

- Rehdera.

- -     -       -         -           -             - Gruppo 19B: alla fruttificazione il calice forma una coppa;
              - Gruppo 20A: i lobi della corolla sono più o meno regolari; gli stami sono 5 (4 fertili e uno staminoide); la forma del frutto è obovoide e attenuata alla base;

- Verbenoxylum.

- -     -       -         -           -             -               - Gruppo 20B: la corolla è più o meno bilabiata; gli stami sono 4 fertile (lo staminoide non è presente); la forma del frutto è ovoide o subglobosa e non è attenuata alla base;

- Dipyrena: il portamento delle specie è arbustivo, glabro e subspinescente; le foglie hanno una consistenza carnosa e un portamento fascicolato (sono alternate sui giovani steli); lo stigma è capitato, subobliquo; la distribuzione di queste specie è relativa all'Argentina.
- Coelocarpum : il portamento delle specie è arbustivo, ma non è glabro o subspinescente; le foglie non sono carnose, normalmente sono opposte-decussate; lo stigma è corto con due lobi, quello anteriore è ingrossato e stigmatifero; la distribuzione di queste specie è relativa alla Somalia, Madagascar e Socotra.

- -     -       - Gruppo 16B: i frutti sono delle drupe carnose con un pirene con 4 semi per loculo o con 2 o 4 pireni (i pireni hanno due loculi con due semi);
        - Gruppo 21A: il portamento di queste specie è erbaceo perenne o subarbustivo; gli stami posteriori hanno il tessuto connettivo ghiandoloso (non è presente uno staminoide); i frutti sono delle drupe carnose con un pirene con 4 loculi a un seme; i frutti spesso sono cornei o legnosi;

- Tamonea.

- -     -       -         - Gruppo 21B: il portamento di queste specie è arbustivo o piccolo-arboreo; gli stami posteriori hanno un tessuto connettivo non ghiandoloso (spesso è presente uno staminoide); i frutti sono delle drupe carnose con 2 o 4 pireni (i pireni sono biloculari con 2 semi); i frutti non sono cornei o legnosi; 
          - Gruppo 22A: lo stigma, con 4 lobi poco visibili, è capitato; i frutti sono divisi in 4 pireni biloculari a due semi;

- Duranta.

- -     -       -         -           - Gruppo 22B: lo stigma è subcapitato o bilobo; i frutti sono divisi in 2 pireni biloculari a due semi;
            - Gruppo 23A: le infiorescenze sono ridotte a dei racemi di 1 - 2 fiori; lo stigma è bilobato con forme adunche e con un lobo stigmatifero;

- Rhaphithamnus.

- -     -       -         -           -             - Gruppo 23B: le infiorescenze sono delle spighe con molti fiori; lo stigma è capitato con due lobi appena visibili;

- Citharexylum: gli stami sono inclusi e più o meno sessili; lo stigma è incluso e breve, non più di due volte l'ovario; il frutto è una drupa con normalmente due pireni biloculari.
- Recordia: gli stami sono filamentosi e il paio posteriore è sporgente dalla corolla; lo stigma è sporgente e lungo più di due volte l'ovario; il frutto è una drupa secca con normalmente un pirene biloculare.

## Alcune specie

### Tribù Citharexyleae

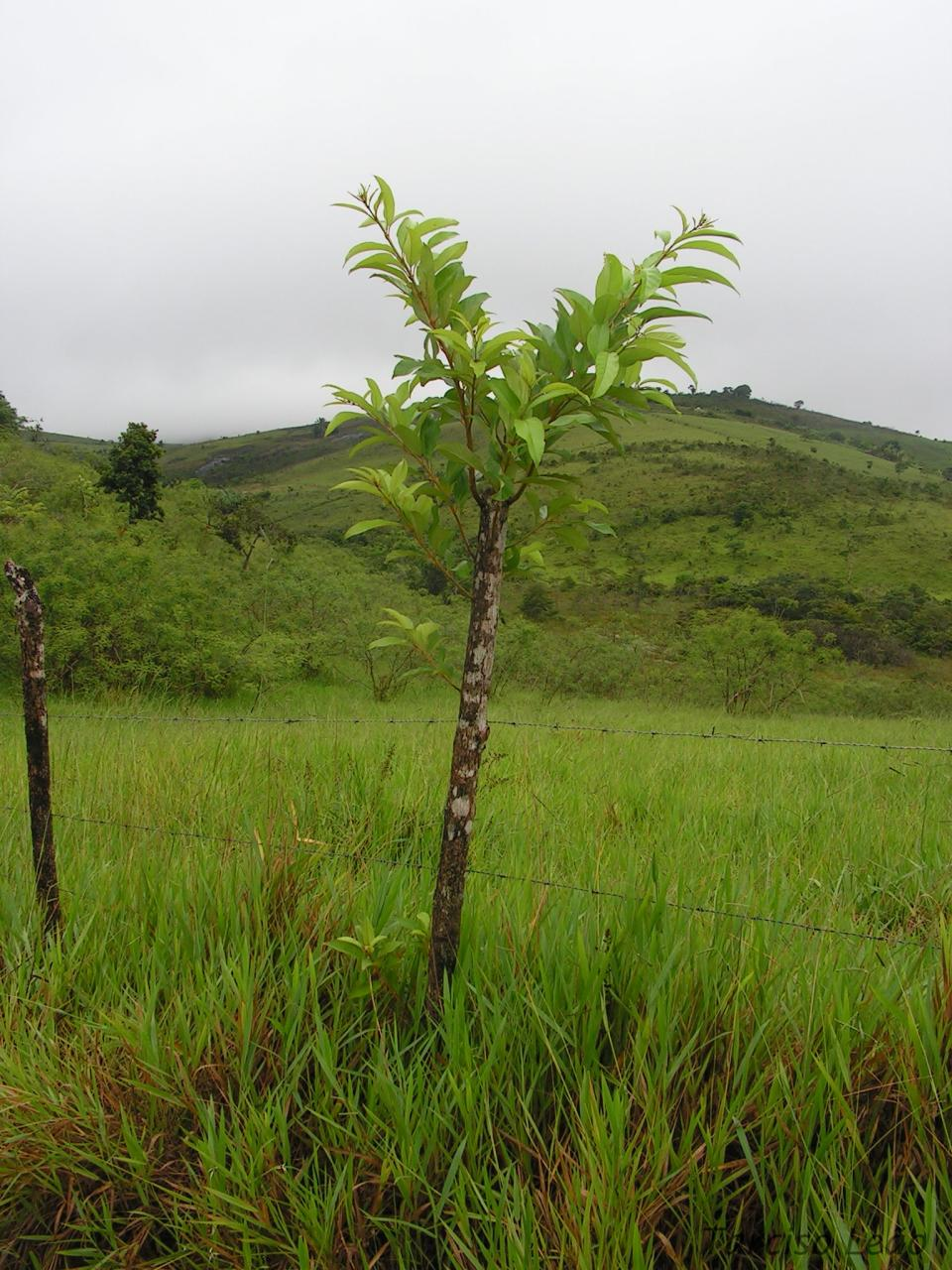
Citharexylum myrianthum
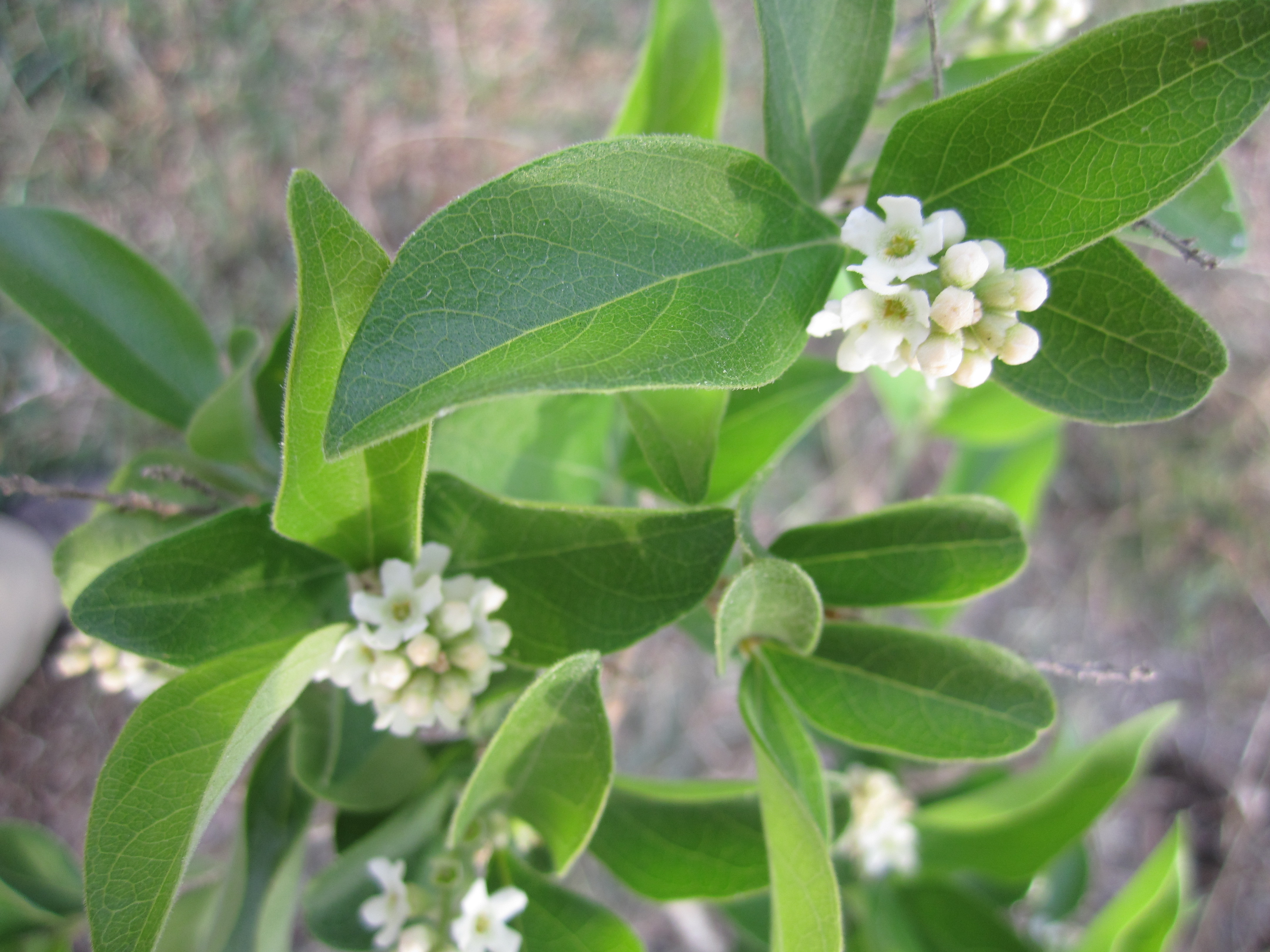
Citharexylum berlandieri
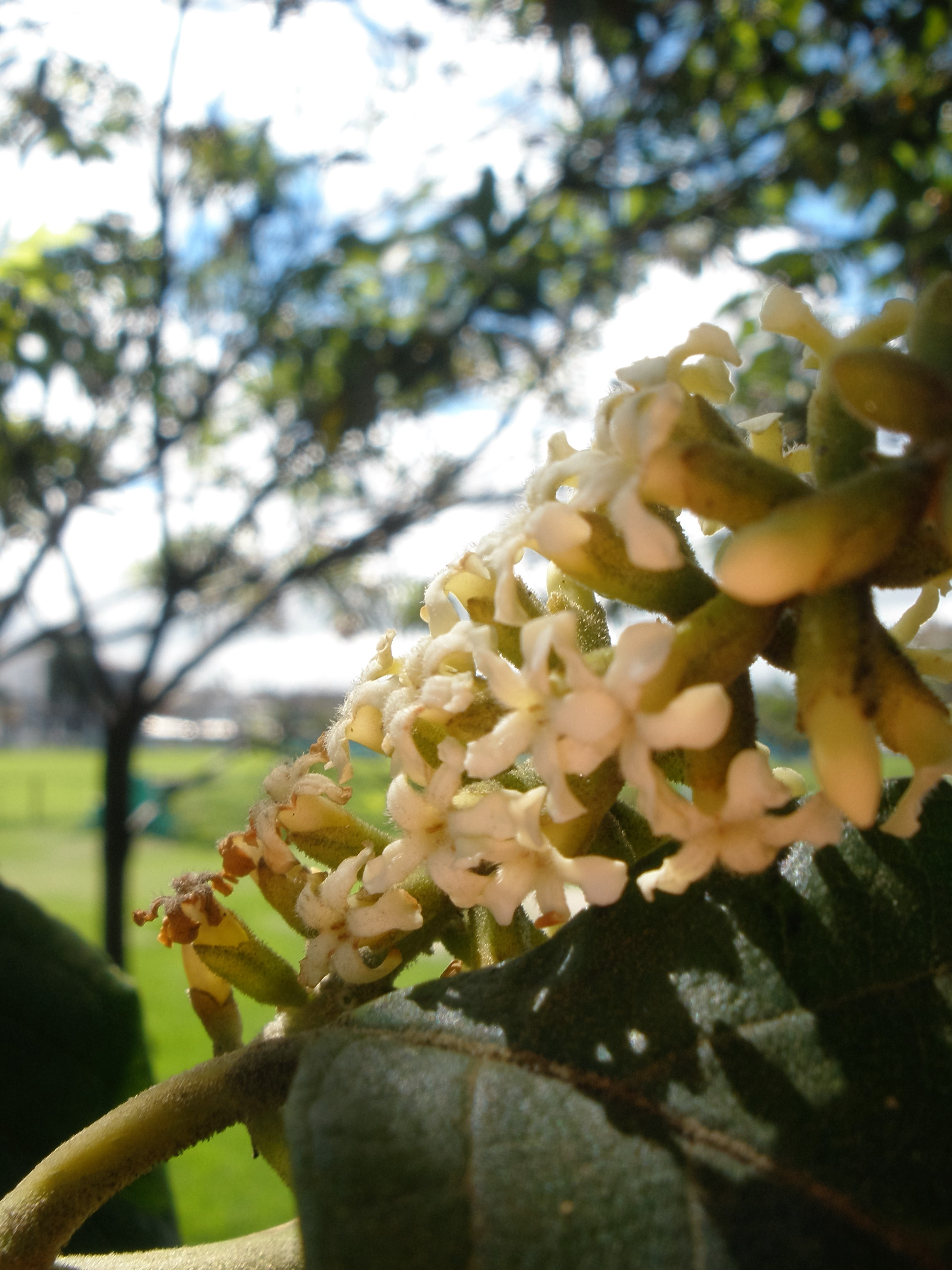
Citharexylum subflavescens
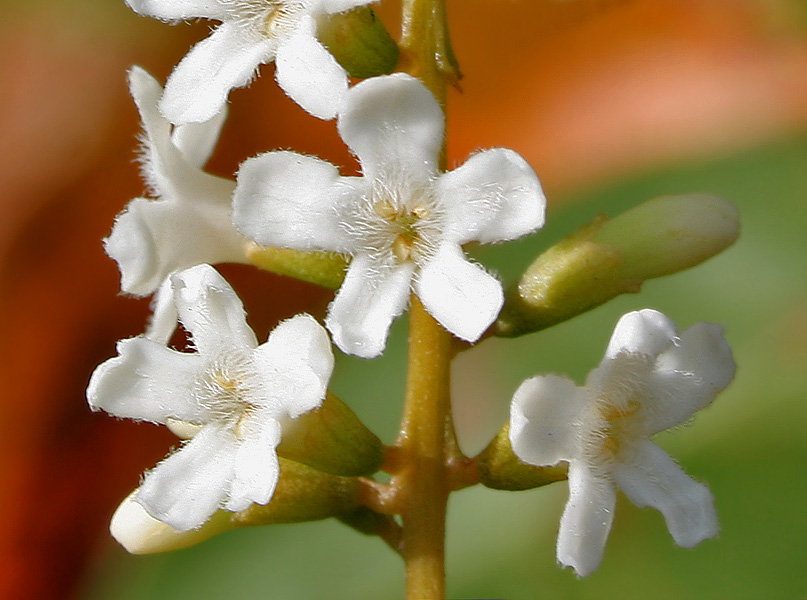
Citharexylum spinosum
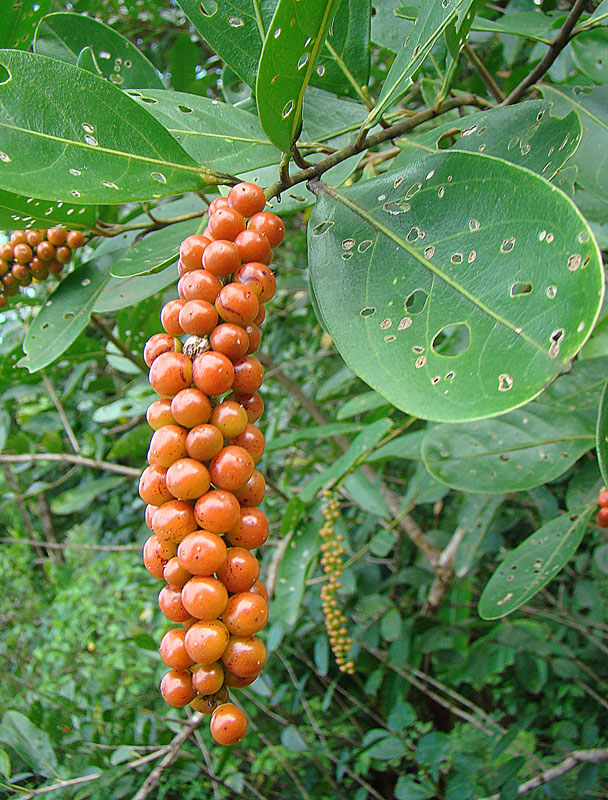
Citharexylum caudatum

### Tribù Duranteae

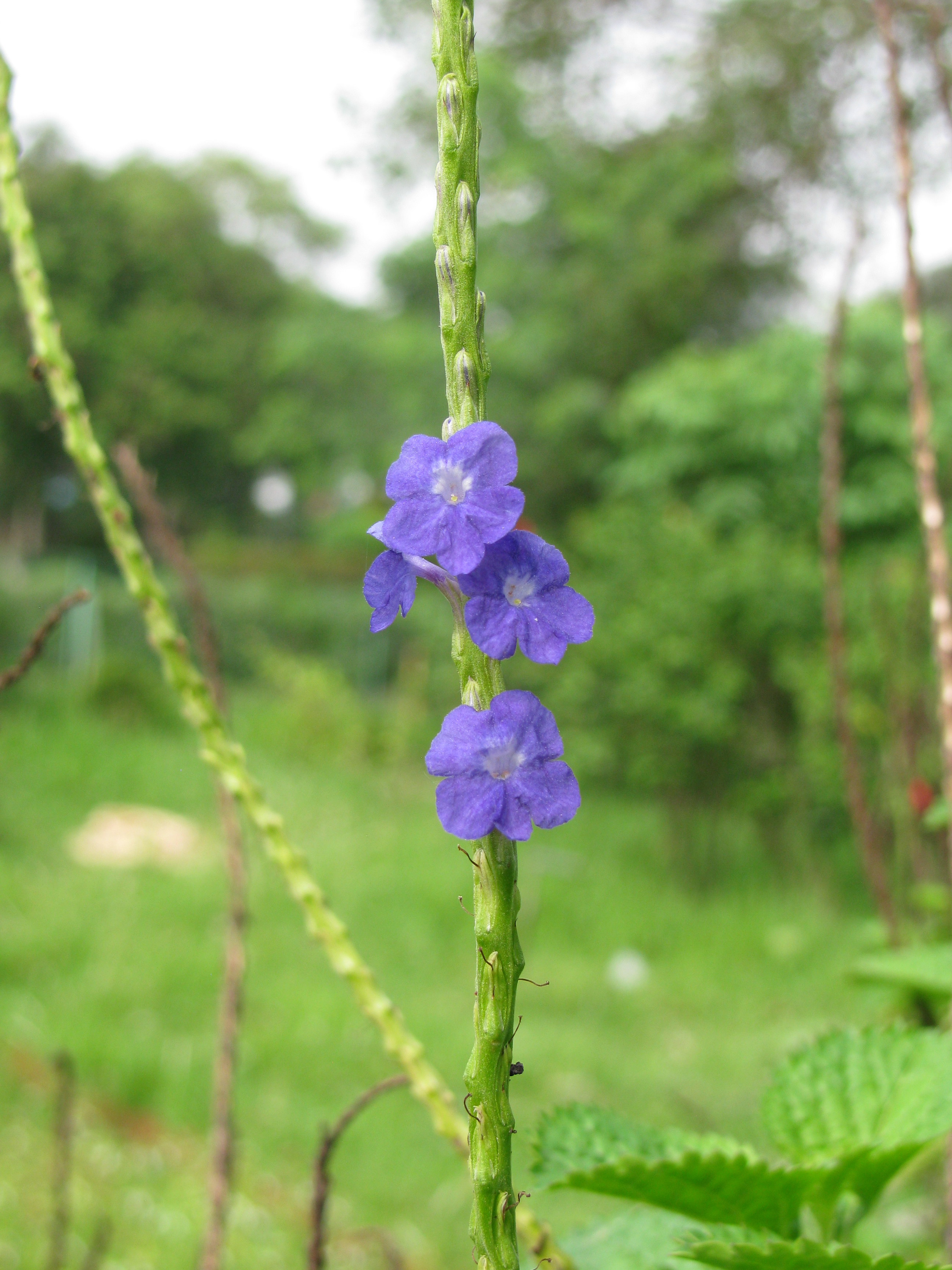
Stachytarpheta australis
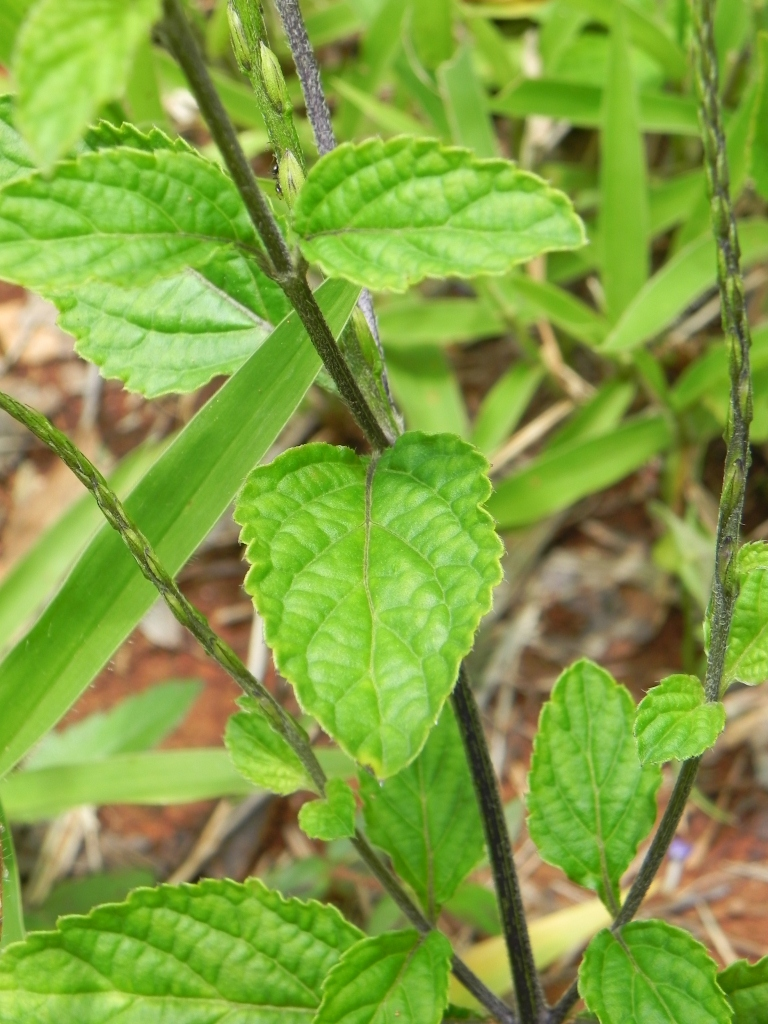
Stachytarpheta cayennensis
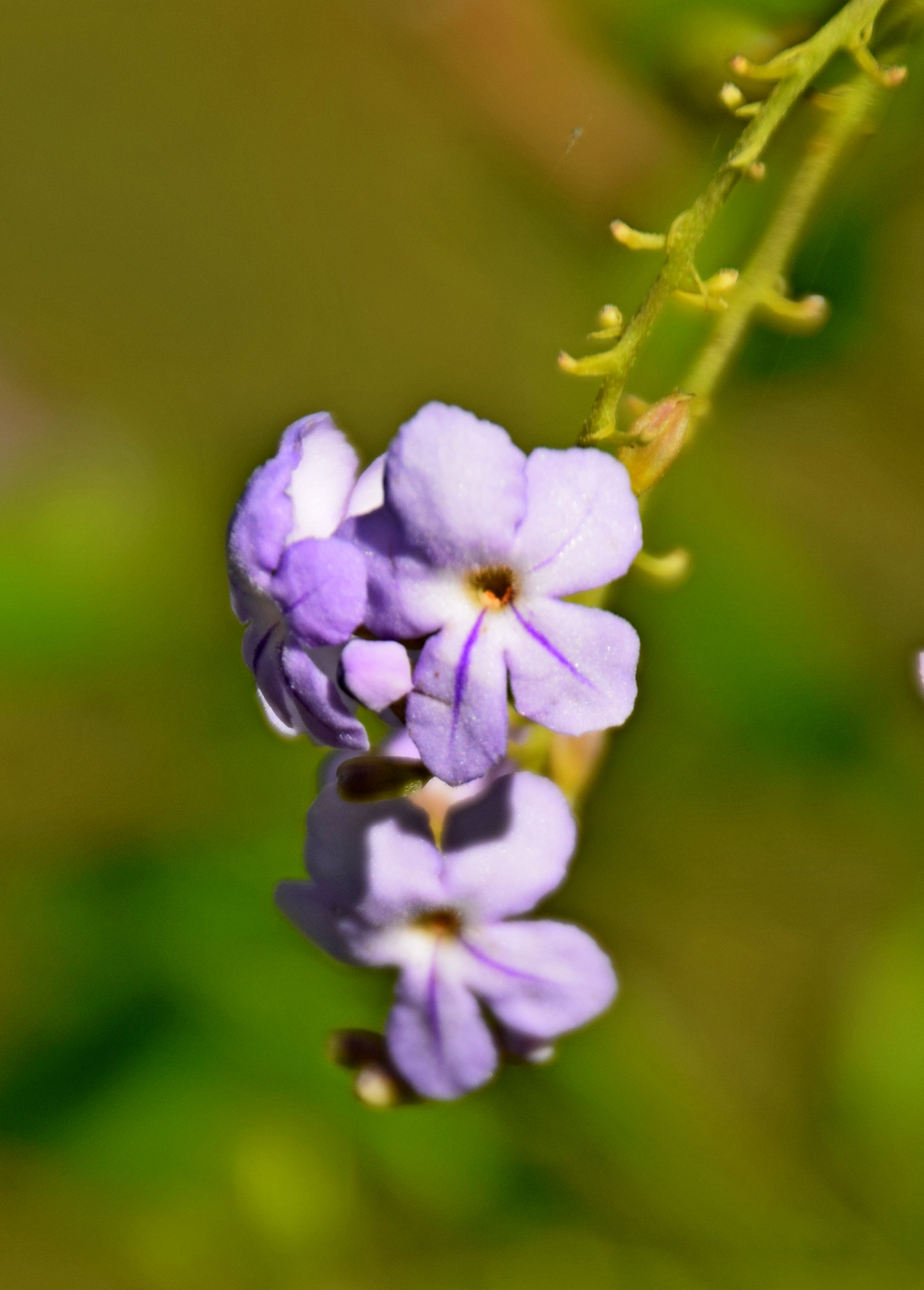
Duranta serratifolia
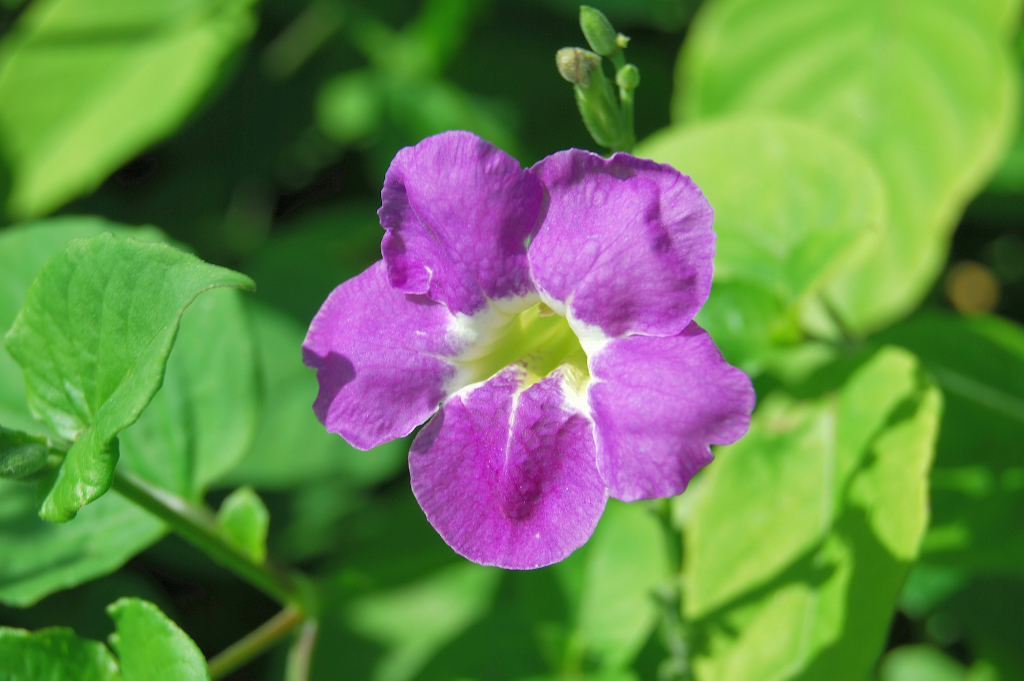
Jamaica vervain

### Tribù Lantaneae

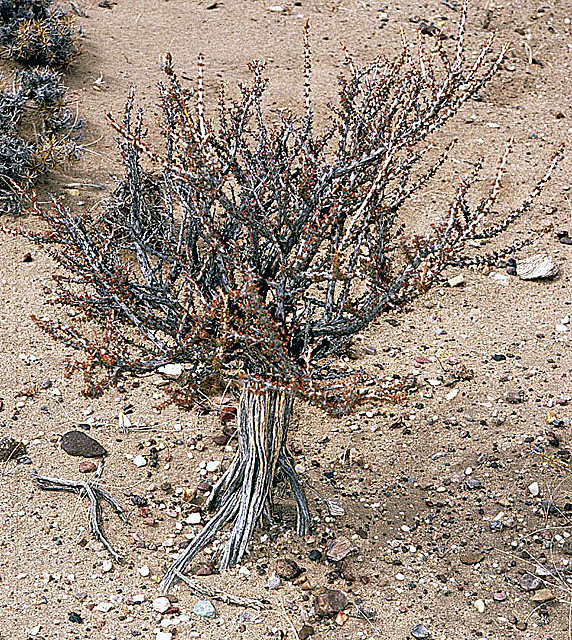
Acantholippia seriphioides
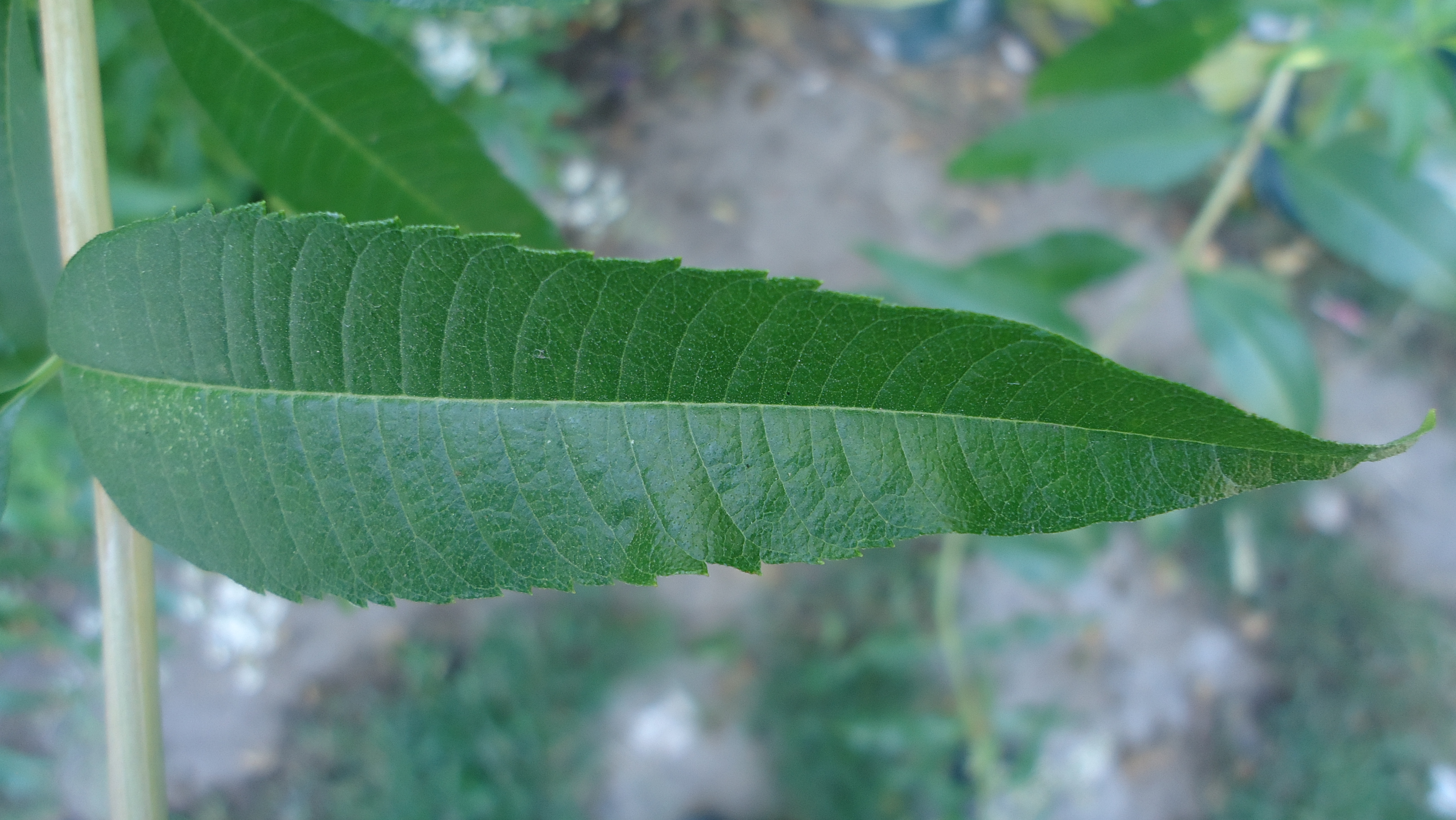
Aloysia citrodora
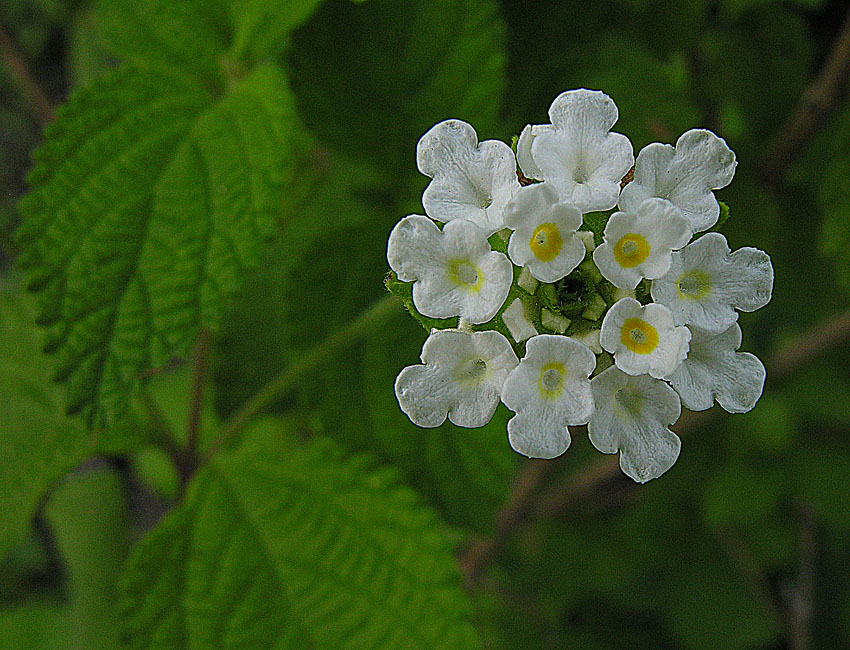
Lippia graveolens
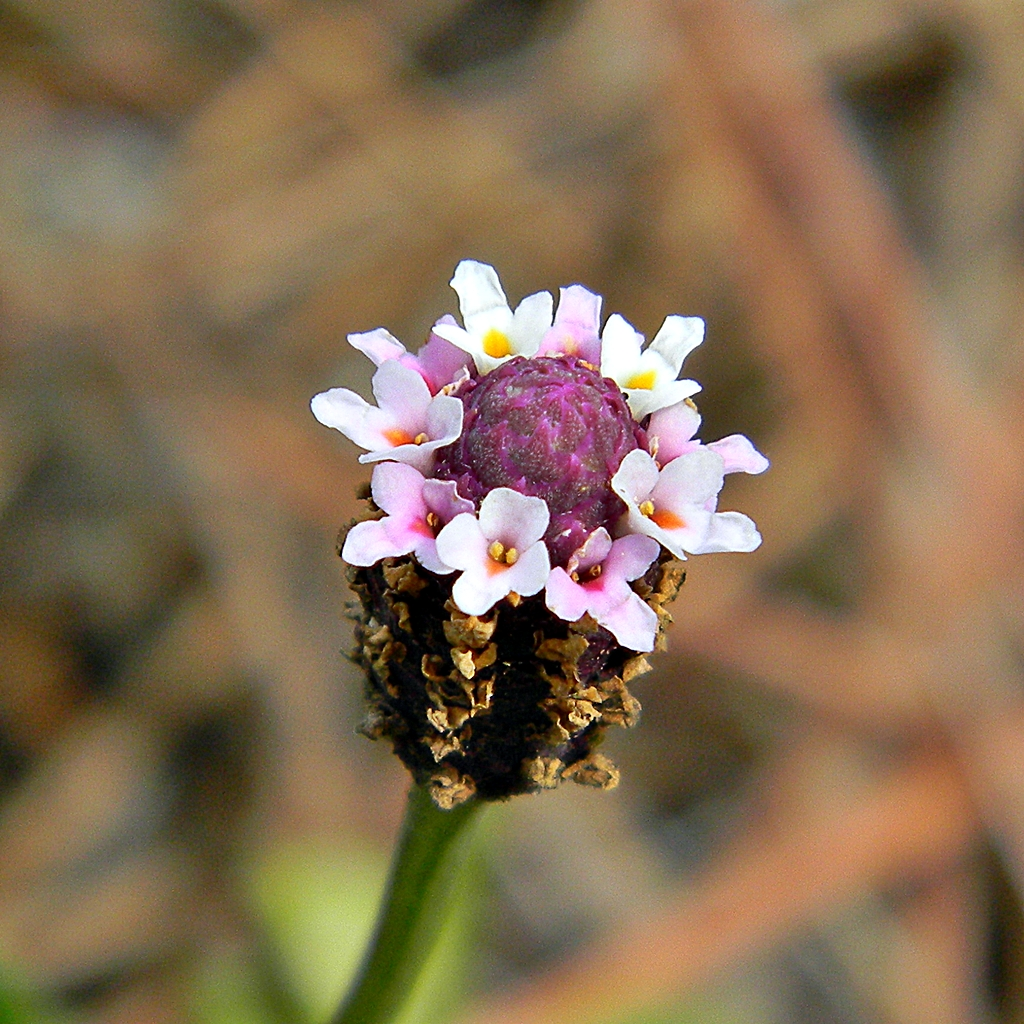
Phyla nodiflora

### Tribù Petreeae

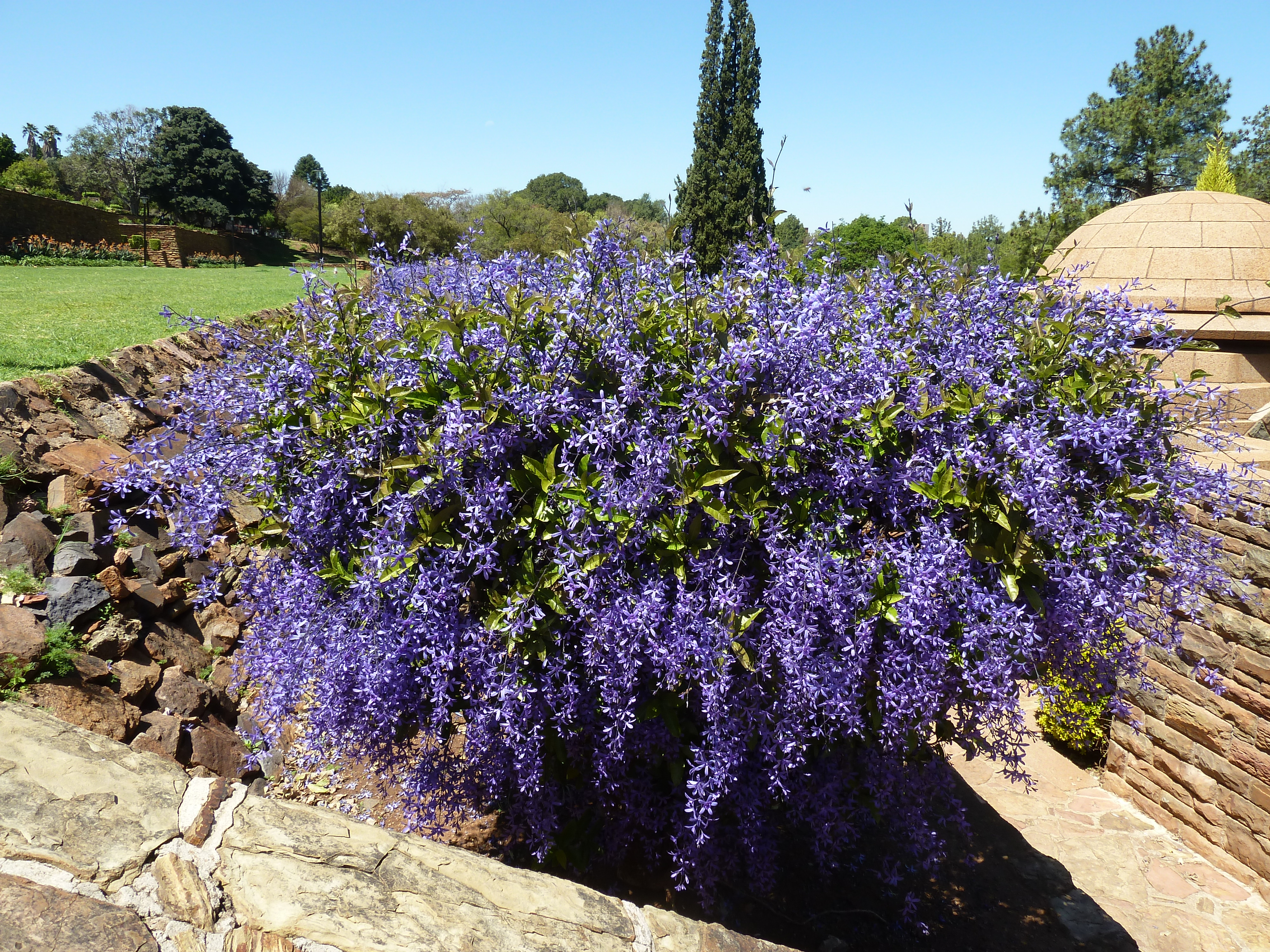
Petrea volubilis
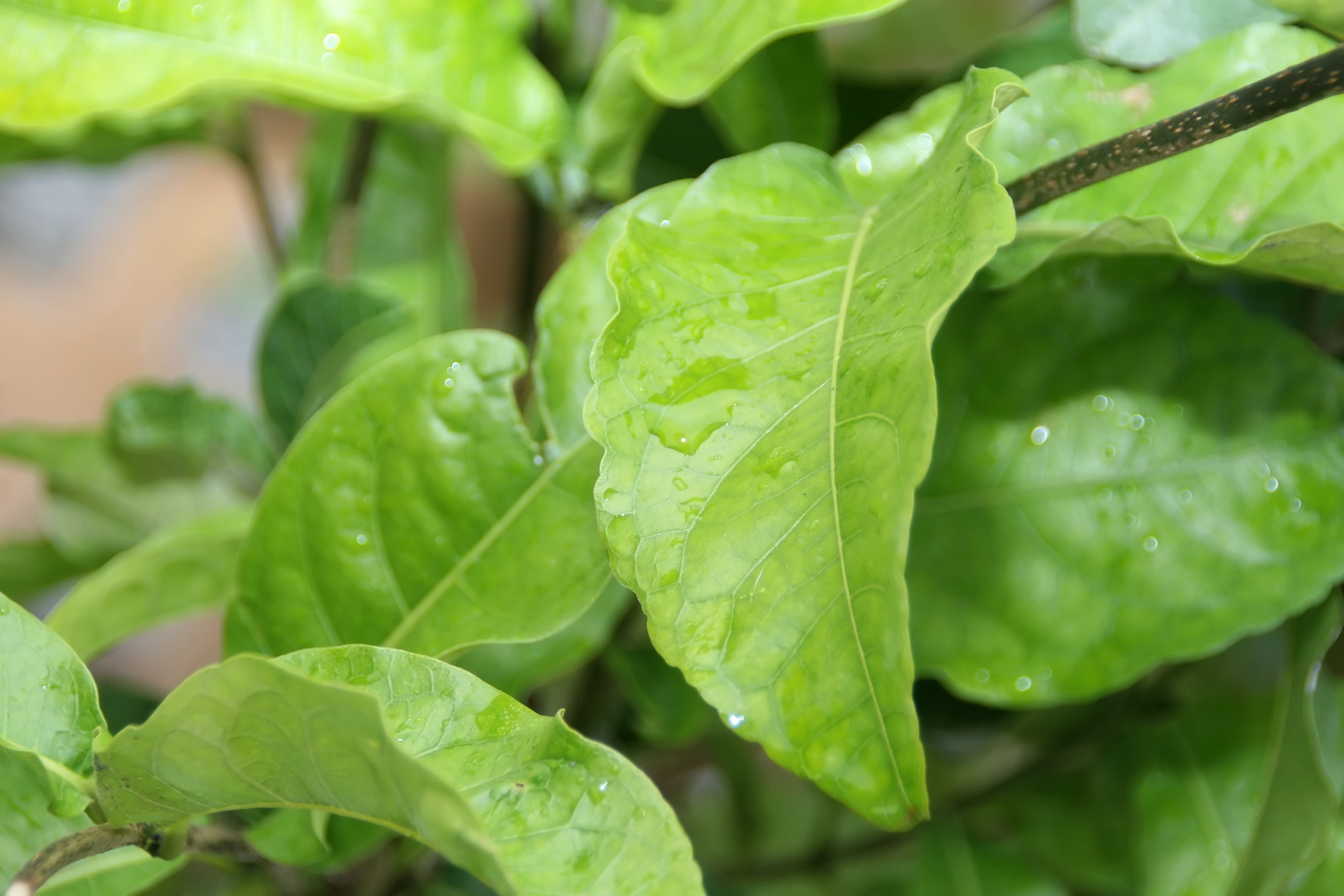
Petrea volubilis
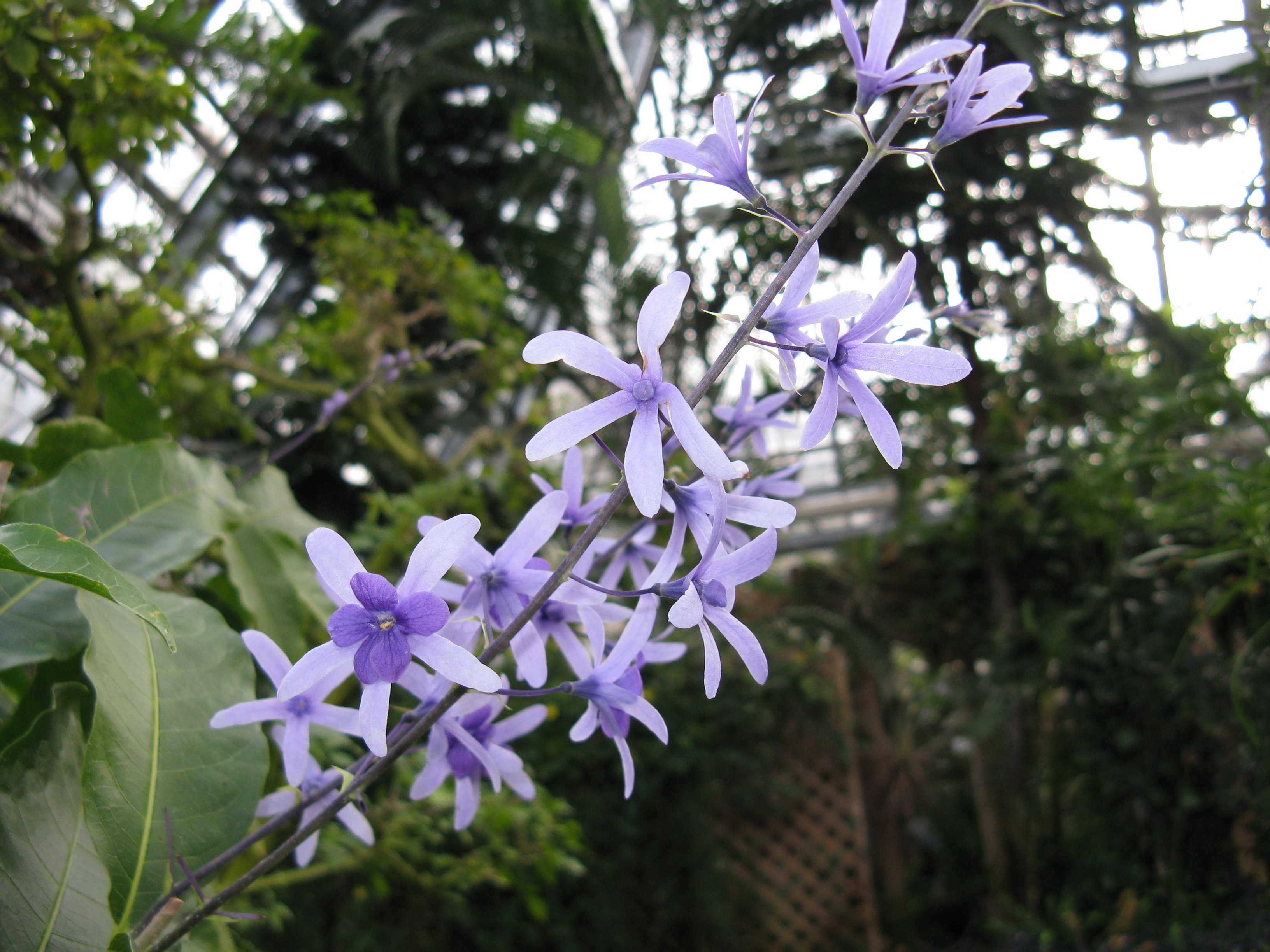
Petrea volubilis
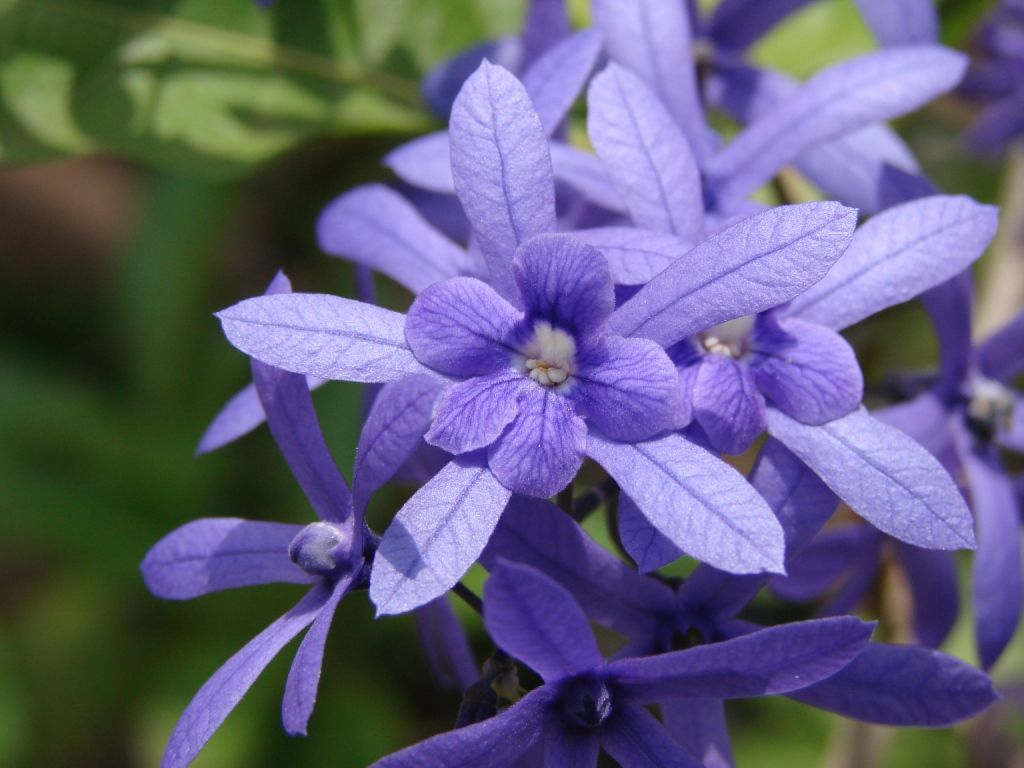
Petrea volubilis

### Tribù Priveae

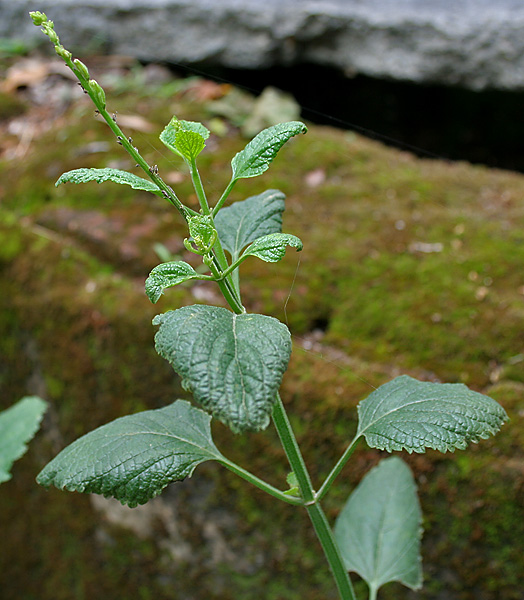
Priva cordifolia
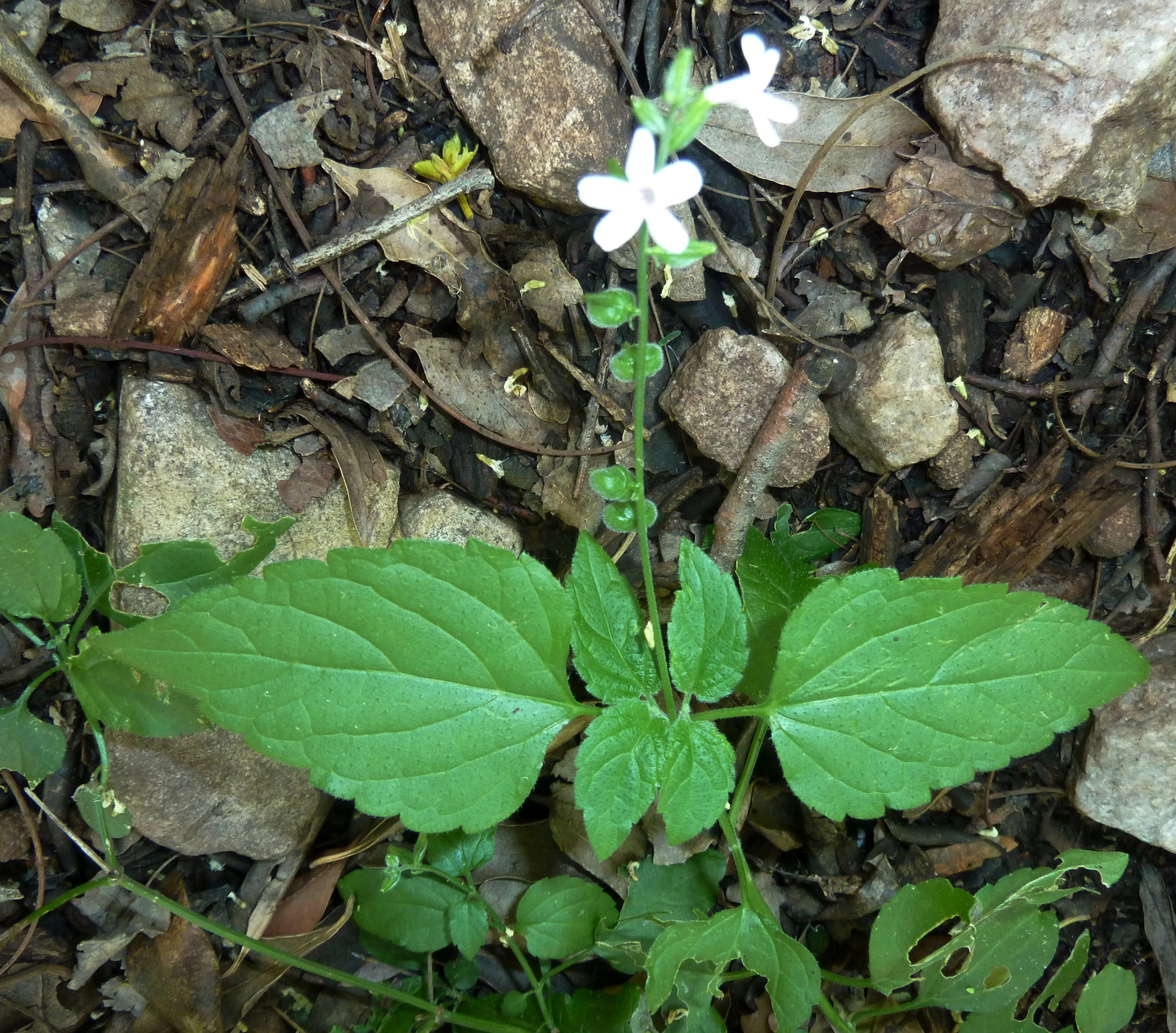
Priva cordifolia
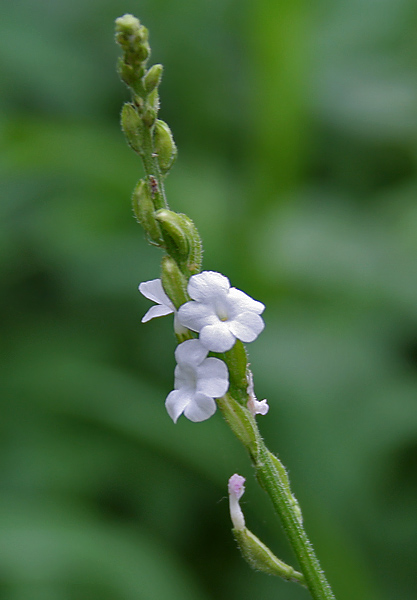
Priva cordifolia
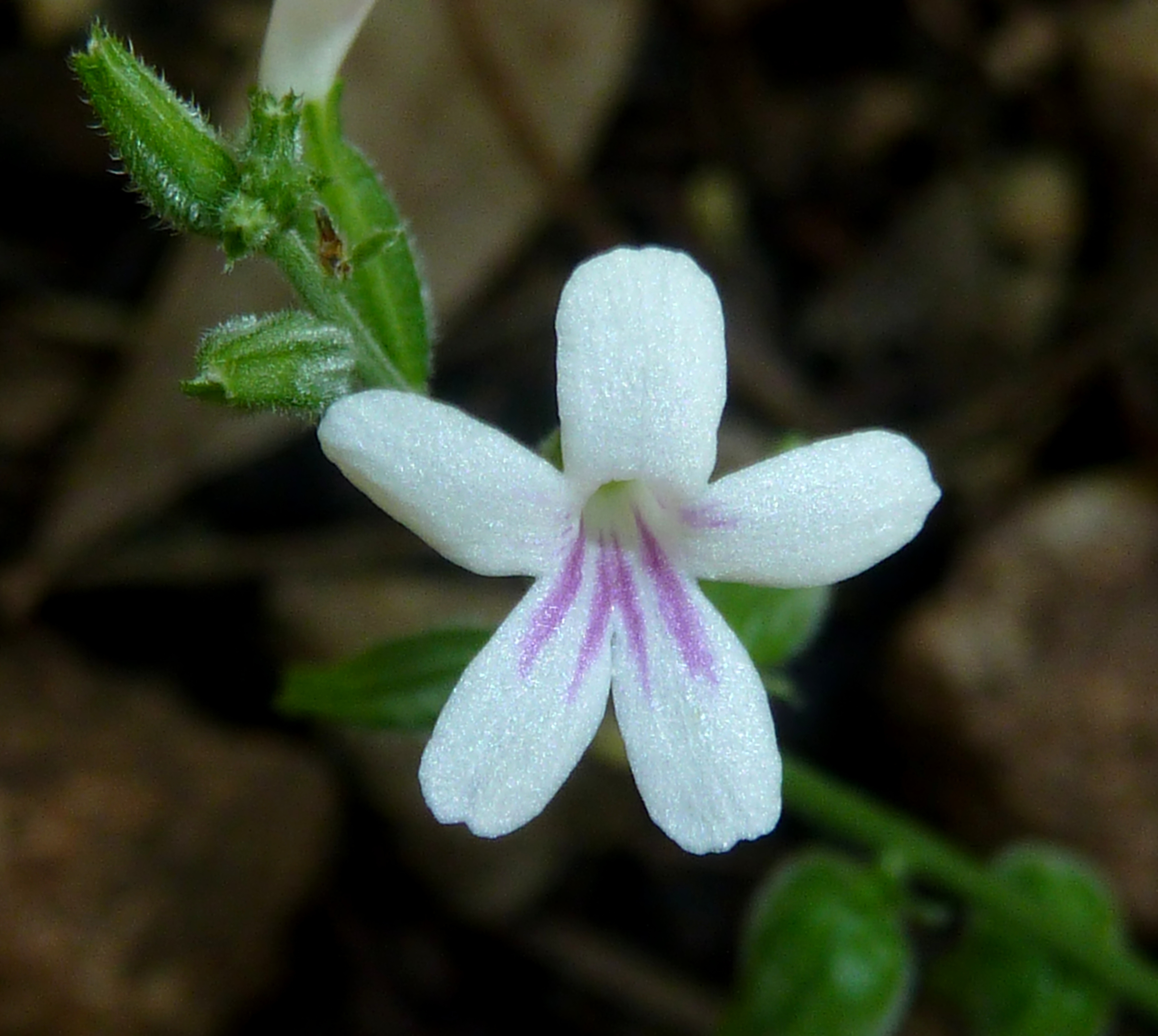
Priva cordifolia

### Tribù Verbeneae

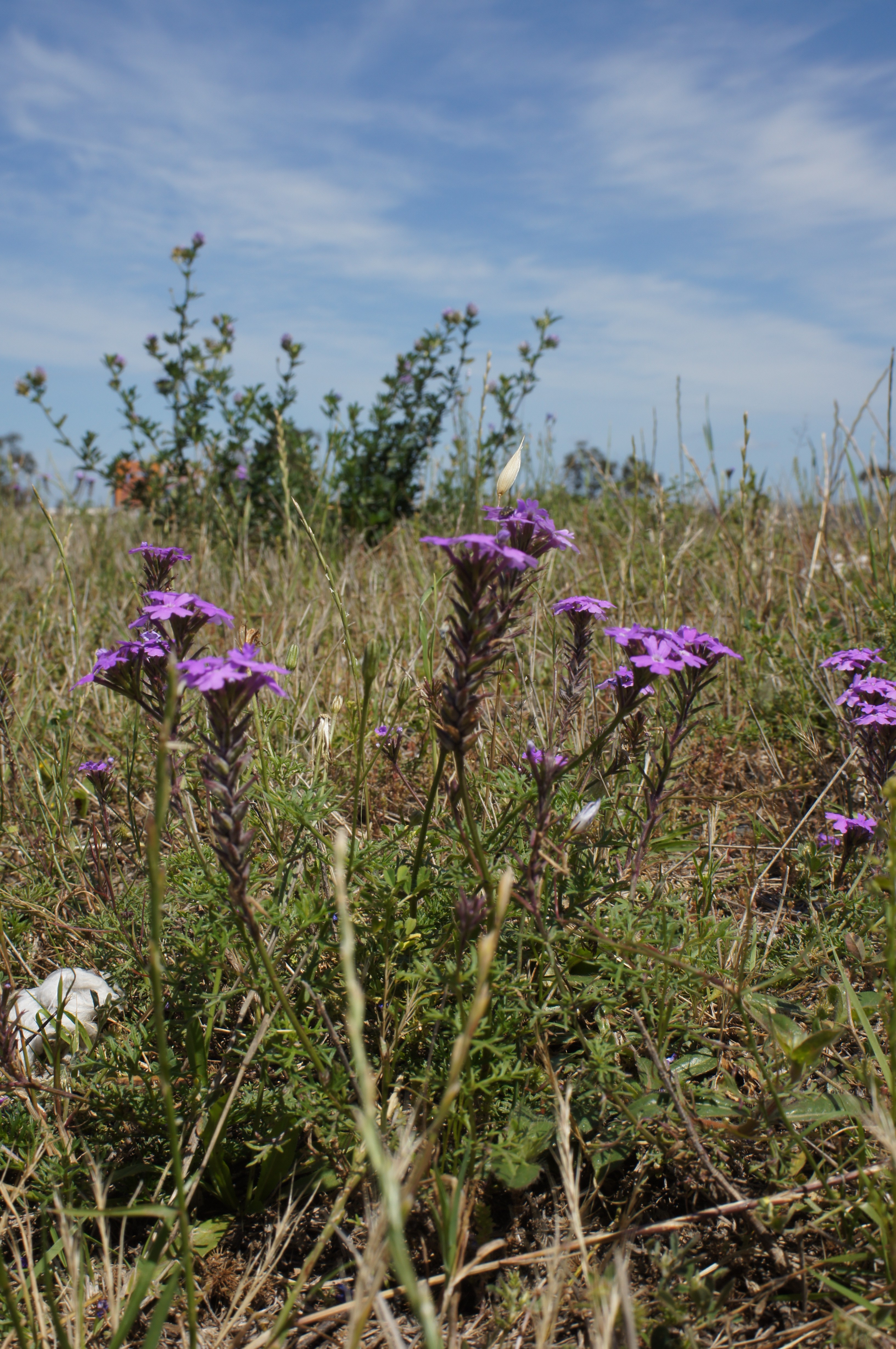
Glandularia aristigera
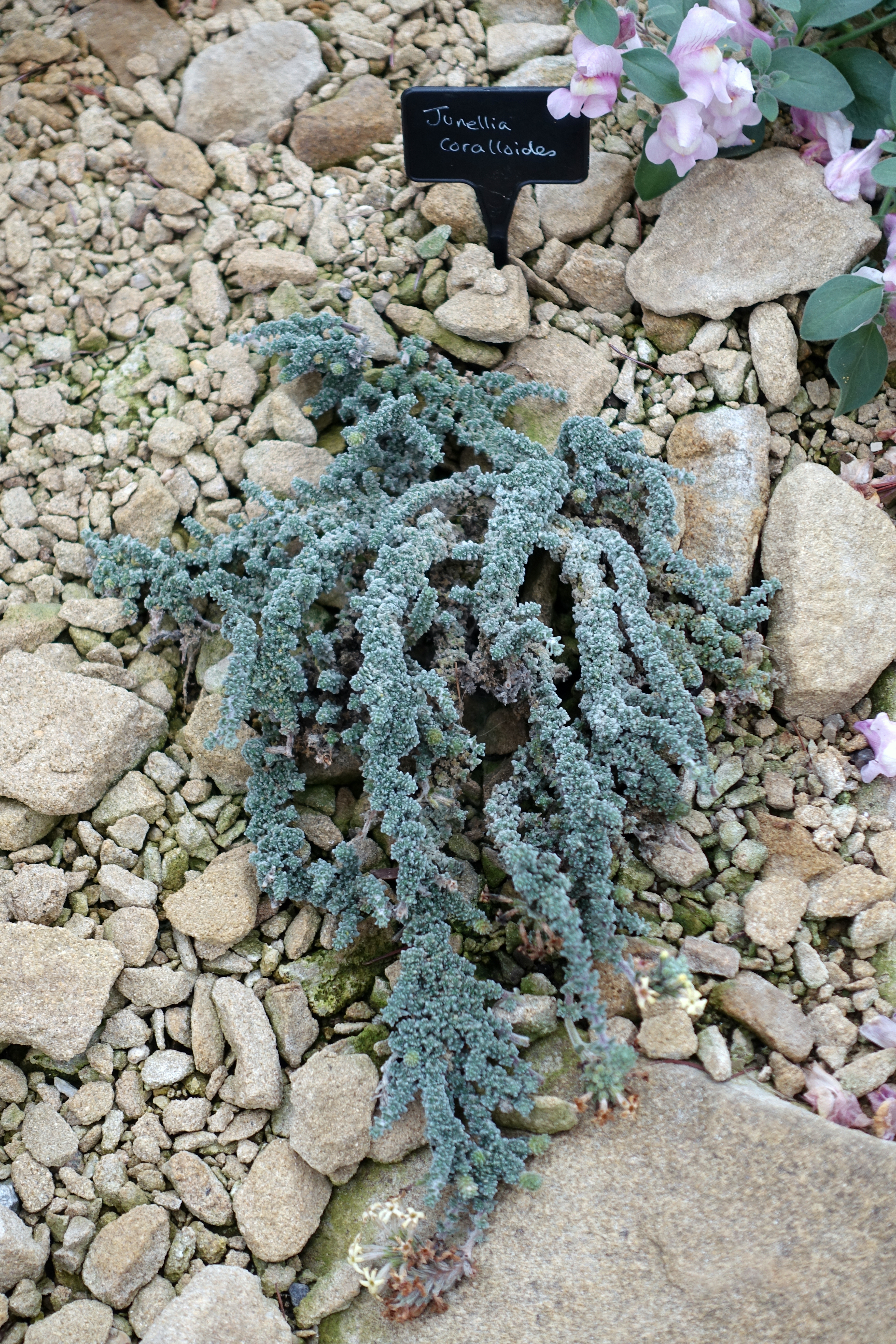
Junellia coralloides
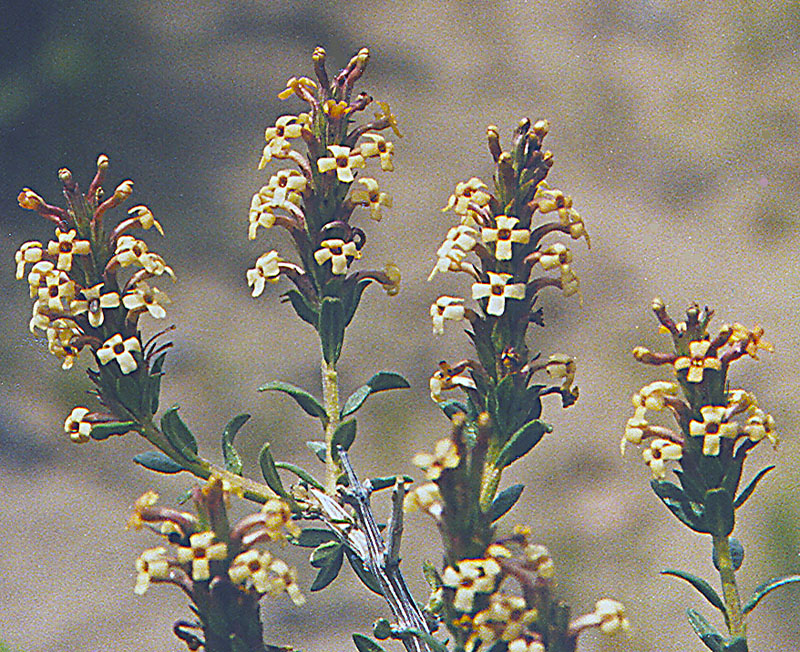
Mulguraea ligustrina
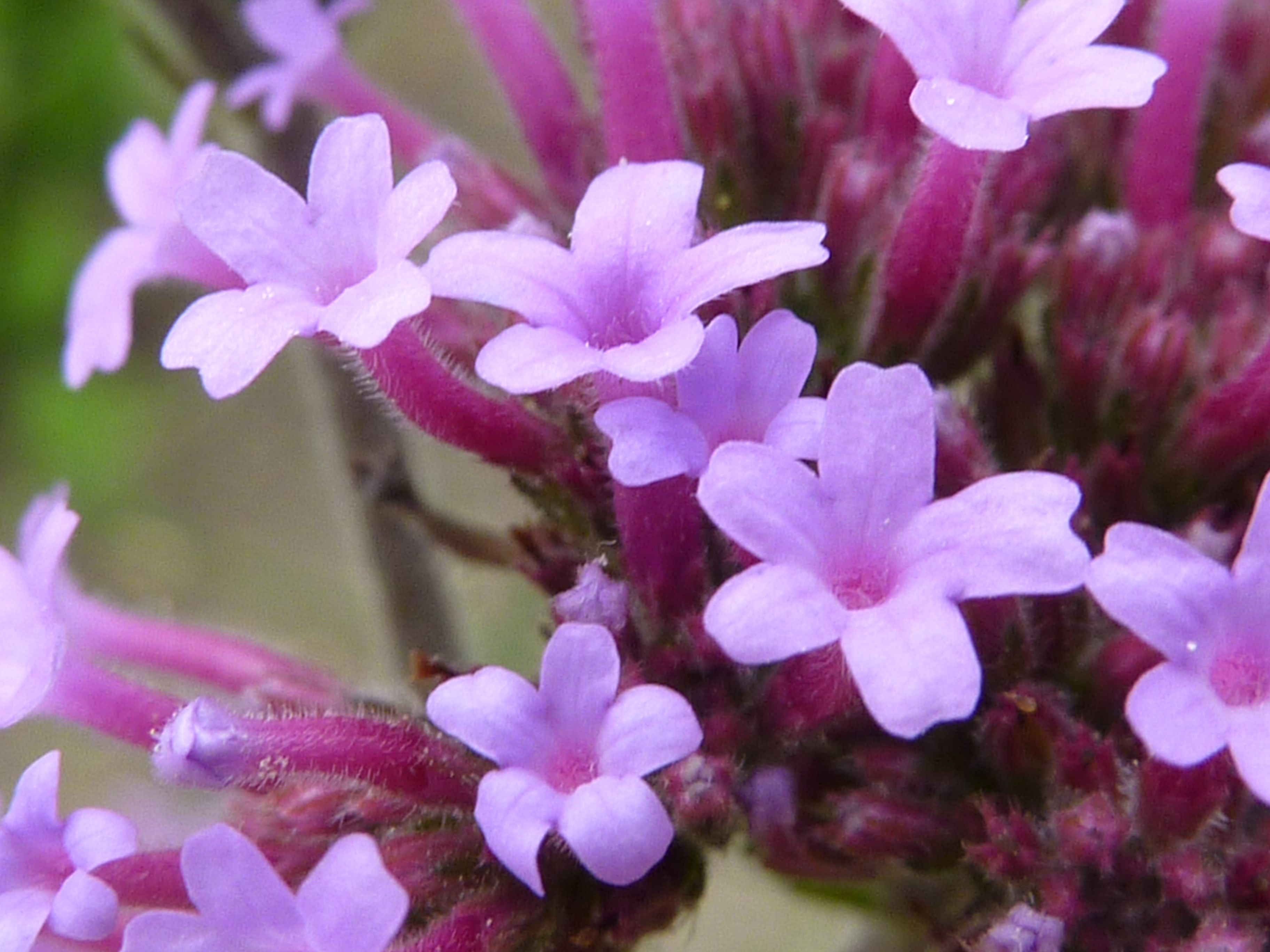
Verbena bonariensis